# Jelabuga
Jelabuga (ruski: Елабуга, tatarski: Alabuğa/Алабуга) je grad u Tatarstanu, u Rusiji. Nalazi se na 55° 56' sjever i 52° 02' istok, na desnoj obali rijeke Kame, na ušću rijeke Tojme u Kamu.
Središte je Jelabuškog rajona od 1930. godine. Od Kazana je 
udaljen 215 km.
Broj stanovnika: 
- 1995.: 65.800
- 2002.: 67.300

Nacionalni sastav 1989. godine:
Rusi 58,7% ; 
Tatari 34,3% ;
Čuvaši 1,7%
Površine je 18,4 km².

## Povijest
Osnovan je u drugoj polovici 16. stoljeća, kao pogranična utvrda 
Povolške Bugarske. Ruševine te utvrde 
sačuvane su do danas - Чёртово городище/Şaytan qalası (čitaj: Čjortovo gorodišče/Šajtan kalasi, u prijevodu: "Vražja gradina).
Gradski status dobio je 1780. godine. 

## Kultura
U Jelabugi se nalazi pedagoški institut (Jelabuški državni pedagoški institut), medicinska i kulturno-prosvjetna učilišta, srednja specijalna policijska škola, te još 14 srednjih škola. 
Od kulturnih znamenitosti, ondje su muzej Ivana Šiškina, muzej-seoski posjed Nadežde Durove i muzej Marine Cvetajeve.

## Gospodarstvo
Od industrije, u Jelabugi su proizvodnja nafte ("Prikamneft"), tvornice  
osobnih automobila (JelAZ), kovinoarmatura, željeznobetonskih konstrukcija, opeke, tvornica školskog namještaja, poduzeća lake (konfekcija) i prehrambene industrije (konzerviranje mesa, mliječni kombinat, pekare, pivovare).

## Poznati građani Jelabuge
- Ivan Šiškin (1832. – 1898.), ruski slikar
- Nadežda Durova (1783. – 1866.), sudionica ruskog Domovinskog rata 1812., "djevojka konjanica"
- Marina Cvetajeva (1892. – 1941.) ruska pjesnikinja, ovdje je u izgnanstvu provela svoje zadnje dane
- Leonid Govorov (1897. – 1955.) maršal Sovjetskog Saveza je ovdje pohađao realku od 1909. – 1916.

Vremenska zona: Moskovsko vrijeme

## Vanjske poveznice
- Službene stranice grada Jelabuge  Arhivirana inačica izvorne stranice od 1. travnja 2022. (Wayback Machine)